# Michèle Cuvelier
Michèle Cuvelier (Ardooie, 12 mei 1992) is een Belgische  radiopresentatrice voor Studio Brussel en vanaf het najaar 2025 voor Radio 1.  

## Biografie
Michèle Cuvelier deed in het voorjaar van 2015 mee aan Studio Dada, een project van Studio Brussel waarbij de radiozender op zoek gaat naar nieuw radiotalent. Haar eerste radio-ervaring deed ze op als presentatrice van Nightcall en als verkeersmeisje bij Vincent Byloo in de zomer van 2015. Vanaf september 2015 presenteerde ze het programma Zender. In januari 2016 kwam hier ook De Maxx, het zaterdagnamiddagprogramma op Studio Brussel, bij.
In 2018 nam ze deel aan De Slimste Mens ter Wereld en eindigde op de derde plaats. 
In 2018 presenteerde ze voor het eerst De Warmste Week samen met Eva De Roo en Otto-Jan Ham, deze editie bracht 17.286.122 euro op.
Vanaf 4 februari 2019 presenteerde Cuvelier het ochtendprogramma op Studio Brussel, eerst met Jonas Decleer als sidekick. Sinds 4 januari 2021 was Thibault Christaensen haar vaste sidekick.
Op 21 mei 2021 kondigde ze aan dat ze vanaf september stopte met het ochtendblok op StuBru en de fakkel doorgaf aan Fien Germijns. Cuvelier zal voor Studio Brussel aan de slag blijven, aanvankelijk was niet duidelijk in welk programma. Vanaf september 2021 presenteert ze daar 's avonds De Fanclub. In de zomer van 2022 presenteerde zij festivalradio, uitgezonden vanop de grote festivals en deed de live presentatie op TW Classic.  Cuvelier maakte in 2022 de podcast Hey Paul over een van haar idolen Paul McCartney.
In het najaar van 2022 neemt ze deel aan De Allerslimste Mens ter Wereld. Op Canvas presenteerde Cuvelier in december 2021, 2022, 2023 en 2024 De Tijdloze naar het gelijknamige radioprogramma op StuBru. Sinds januari 2023 presenteert ze van maandag tot donderdag op StuBru het avondprogramma Radar.  Ze presenteert en interviewt artiesten voor het dagelijkse overzicht van Rock Werchter 2023 op Canvas en VRT MAX.
Op 20 mei 2025 kondigde Michèle aan dat ze aan haar laatste weken bij Studio Brussel bezig was en dat ze zou overstappen naar Radio 1.  Ze zal er een nieuw cultuurprogramma presenteren en een vodcast, naast het programma Voorproevers. 

## Opleiding
Cuvelier studeerde Woordkunst aan de Studio Herman Teirlinck in Antwerpen en taal- en letterkunde aan de Universiteit Antwerpen. 